# Alphabet osage
Pour les articles homonymes, voir Osage.
Cette page contient des caractères spéciaux ou non latins. S’ils s’affichent mal (▯, ?, etc.), consultez la page d’aide Unicode.
L’alphabet osage est un alphabet créé en 2006 pour l’écriture de la langue osage.

## Voyelles et diacritiques vocaliques
| Orales | Orales | Orales | Orales | Orales        |       | Nasales | Nasales  | Nasales  | Nasales       | Nasales |
| Osage  | Osage  | Latin  | Latin  | Prononciation | Osage | Osage   | Latin    | Latin    | Prononciation |         |
| 𐒰      | 𐓘      | A      | a      | [a] / [ɑ]     | 𐒰͘     | 𐓘͘       | Ą / An   | ą / an   | [ã] / [ɑ̃]     |         |
| 𐒱      | 𐓙      | Ai     | ai     | [aʲ]          | 𐒲     | 𐓚       | Aį / Ain | aį / ain | [ãʲ]          |         |
| 𐒳      | 𐓛      | Ə      | ə      | [ə] ?         | 𐒳͘     | 𐓛͘       | Ə̨ / En   | ə̨ / en   | [ə̃] ?         |         |
| 𐒷      | 𐓟      | E      | e      | [e] / [ɛ]     | 𐒸     | 𐓠       | Eį / Eïn | eį / ein | [ẽʲ] / [ɛ̃ʲ]   |         |
| 𐒻      | 𐓣      | I      | i      | [i]           | 𐒻͘     | 𐓣͘       | Į / In   | į / in   | [ĩ]           |         |
| 𐓂      | 𐓪      | O      | o      | [o]           | 𐓂͘     | 𐓪͘       | Ǫ / On   | ǫ / on   | [õ]           |         |
| 𐓂      | 𐓪      | O      | o      | [o]           | 𐓃     | 𐓫       | Oį / Oin | oį / oin | [õʲ]          |         |
| 𐓎      | 𐓶      | U      | u      | [y]           |       |         |          |          |               |         |

L’alphabet comprend six voyelles orales simples et une diphtongue orale ; presque toutes ces voyelles (sauf une) ou diphtongues peuvent être nasalisées (mais une d’entre elles peut alors devenir également une diphtongue, notée distinctement). La nasalisation dans l’écriture osage est notée par un point : soit un diacritique suscrit à droite ajouté à la voyelle orale de base, soit centré dans la voyelle orale pour les diphtongues (la lettre avec le point centré est alors traitée comme une lettre de base supplémentaire).
On peut noter que l’usage des lettres osages ‹ 𐒳 𐓛 › ou latines « Ə ə » (et de leurs variantes nasalisées ‹ 𐒳͘ 𐓛͘ › « Ə̨ ə̨ ») est peu clair en langue osage car elles n’y sont pas phonémiques. Ces signes sont sans doute utilisés pour noter des emprunts ou transcrire d’autres langues de contact, soit pour préserver leurs distinctions phonémiques (par exemple entre [ɛ] et [e] ou entre [ɔ] et [o]), soit pour noter un amuïssement ou une hésitation de réalisation phonétique possible entre les différents dialectes osages.
Une voyelle longue est indiquée avec un macron, le ton haut avec un accent aigu et une voyelle longue avec un ton haut est indiquée avec la combinaison des deux en caractères latins ou un double accent aigu en caractères osages : par ex. les voyelles orales ‹ 𐒰̄ 𐓘̄ › « Ā ā », ‹ 𐒰́ 𐓘́ › « Á á », ‹ 𐒰̋ 𐓘̋ › « Ā́ ā́ » et nasales ‹ 𐒰̄͘ 𐓘̄͘ › « Ą̄ ą̄ », ‹ 𐒰́͘ 𐓘́͘ › « Ą́ ą́ », ‹ 𐒰̋͘ 𐓘̋͘ › « Ą̄́ ą̄́ ».

## Consonnes et digrammes consonnantaux
Les consonnes standardisées en 2014 et digrammes sont comme suit. De même que dans l’orthographe latine, les consonnes éjectives sont écrites avec une apostrophe à droite (aussi bien en caractères osages que latins) et les occlusives fortement aspirées au moyen de digrammes. Les consonnes occlusives pré-aspirées étaient elles aussi à l’origine écrites au moyen de digrammes avec h, mais puisqu’elles varient selon le dialecte avec les consonnes géminées, la révision de 2014 a inclus pour elles de nouvelles lettres dérivées en ajoutant une petite barre transversale à la lettre pleine.
| Pleines | Pleines | Pleines | Pleines |       | Éjectives | Éjectives | Éjectives | Éjectives |       | Aspirées | Aspirées | Aspirées | Aspirées |             | Pré-aspiratées ou géminées | Pré-aspiratées ou géminées | Pré-aspiratées ou géminées | Pré-aspiratées ou géminées |
| Osage   | Osage   | Latin   | Latin   | Osage | Osage     | Latin     | Latin     | Osage     | Osage | Latin    | Latin    | Osage    | Osage    | Latin       | Latin                      |                            |                            |                            |
| 𐒴       | 𐓜       | Br (Bl) | br (bl) |       |           |           |           |           |       |          |          |          |          |             |                            |                            |                            |                            |
| 𐓊       | 𐓲       | C (Ts)  | c (ts)  | 𐓊ʼ    | 𐓲ʼ        | Cʼ        | cʼ        | 𐓌         | 𐓴     | Ch       | ch       | 𐓋 (𐒹𐓲)   | 𐓳 (𐓡𐓲)   | Hc (Tsts)   | hc (tsts)                  |                            |                            |                            |
| 𐓊       | 𐓲       | C (Ts)  | c (ts)  | 𐓊ʼ    | 𐓲ʼ        | Cʼ        | cʼ        | 𐓌         | 𐓴     | (Tx)     | (tx)     | 𐓋 (𐒹𐓲)   | 𐓳 (𐓡𐓲)   | Hc (Tsts)   | hc (tsts)                  |                            |                            |                            |
| 𐒵       | 𐓝       | Č (Tsh) | č (Tsh) |       |           |           |           |           |       |          |          | 𐒶 (𐒹𐓝)   | 𐓞 (𐓡𐓝)   | Hč (tshtsh) | hč (tshtsh)                |                            |                            |                            |
| 𐓍       | 𐓵       | Ð (Th)  | ð (th)  |       |           |           |           |           |       |          |          |          |          |             |                            |                            |                            |                            |
| 𐒹       | 𐓡       | H       | h       |       |           |           |           |           |       |          |          |          |          |             |                            |                            |                            |                            |
| 𐒺       | 𐓢       | Hy      | hy      |       |           |           |           |           |       |          |          |          |          |             |                            |                            |                            |                            |
| 𐒼       | 𐓤       | K       | k       | 𐒼ʼ    | 𐓤ʼ        | Kʼ        | kʼ        | 𐒼𐓸        | 𐓤𐓸    | Kx       | kx       | 𐒽 (𐒹𐓤)   | 𐓥 (𐓡𐓤)   | Hk (Kk)     | hk (kk)                    |                            |                            |                            |
| 𐒼       | 𐓤       | K       | k       | 𐒼ʼ    | 𐓤ʼ        | Kʼ        | kʼ        | 𐒼𐓯        | 𐓤𐓯    | Kš (Ksh) | kš (ksh) | 𐒽 (𐒹𐓤)   | 𐓥 (𐓡𐓤)   | Hk (Kk)     | hk (kk)                    |                            |                            |                            |
| 𐒾       | 𐓦       | Ky      | ky      |       |           |           |           |           |       |          |          |          |          |             |                            |                            |                            |                            |
| 𐒿       | 𐓧       | L       | l       |       |           |           |           |           |       |          |          |          |          |             |                            |                            |                            |                            |
| 𐓀       | 𐓨       | M       | m       |       |           |           |           |           |       |          |          |          |          |             |                            |                            |                            |                            |
| 𐓁       | 𐓩       | N       | n       |       |           |           |           |           |       |          |          |          |          |             |                            |                            |                            |                            |
| 𐓄       | 𐓬       | P       | p       | 𐓄ʼ    | 𐓬ʼ        | Pʼ        | pʼ        | 𐓄𐓸        | 𐓬𐓸    | Px       | px       | 𐓅 (𐒹𐓬)   | 𐓭 (𐓡𐓬)   | Hp (Pp)     | hp (pp)                    |                            |                            |                            |
| 𐓄       | 𐓬       | P       | p       | 𐓄ʼ    | 𐓬ʼ        | Pʼ        | pʼ        | 𐓄𐓯        | 𐓬𐓯    | Pš (Psh) | pš (psh) | 𐓅 (𐒹𐓬)   | 𐓭 (𐓡𐓬)   | Hp (Pp)     | hp (pp)                    |                            |                            |                            |
| 𐓆       | 𐓮       | S       | s       |       |           |           |           |           |       |          |          |          |          |             |                            |                            |                            |                            |
| 𐓇       | 𐓯       | Š (Sh)  | š (sh)  |       |           |           |           |           |       |          |          |          |          |             |                            |                            |                            |                            |
| 𐓈       | 𐓰       | T (D)   | t (d)   |       |           |           |           |           |       |          |          |          |          |             |                            |                            |                            |                            |
| 𐓏       | 𐓷       | W       | w       |       |           |           |           |           |       |          |          |          |          |             |                            |                            |                            |                            |
| 𐓐       | 𐓸       | X       | x       |       |           |           |           |           |       |          |          |          |          |             |                            |                            |                            |                            |
| 𐓑       | 𐓹       | Ɣ (Gh)  | ɣ (gh)  |       |           |           |           |           |       |          |          |          |          |             |                            |                            |                            |                            |
| 𐓒       | 𐓺       | Z       | z       |       |           |           |           |           |       |          |          |          |          |             |                            |                            |                            |                            |
| 𐓓       | 𐓻       | Ž (J)   | ž (j)   |       |           |           |           |           |       |          |          |          |          |             |                            |                            |                            |                            |

Les digrammes osages ‹ 𐓬𐓸 ~ 𐓬𐓯 › ou latins « px ~ pš » (psh) sont allophones, de même que le sont ‹ 𐓤𐓸 ~ 𐓤𐓯 › « kx ~ kš » (ksh), et en latin uniquement ‹ 𐓴 › « tx ~ ch » (tsh).
Les lettres palatalisées (mais non phonémiques en langue osage) ‹ 𐒺 𐓢 › « hy » [hʲ] et ‹ 𐒾 𐓦 › « ky » [kʲ] sont romanisées comme des digrammes, plutôt que des consonnes simples comme dans l’écriture osage où elles sont représentées comme des ligatures, puisque l'alphabet osage ne comprend aucun signe séparé pour la semi-voyelle « y » [j].
L’origine graphique de la lettre osage « p » est la lettre latine ‹ P › et non ‹ b › ou ‹ p › (la boucle se lie normalement orthogonalement à la jambe verticale, contrairement à la lettre latine thorn ‹ Þ › (du vieil anglais ou de l’islandais) avec laquelle on pourrait la confondre mais qui est totalement inappropriées en osage), celle de ‹ 𐓈 𐓰 › « t » est la lettre latine ‹ D › (une transcription alternative du « t » osage), ‹ 𐒵 𐓝 › « č » vient d'une ligature de ‹ Ch ›, ‹ 𐒼𐓤 › « k » vient de ‹ K › avec une queue recourbée. La lettre osage ‹ 𐓊𐓲 › « C » vient d'une ligature de ‹ Ts › avec le ‹ 𐓆 𐓮 › « s » osage. Les lettres osages ‹ 𐓆 𐓮, 𐓒 𐓺 › « S s, Z z » sont la moitié supérieure des lettres latines ‹ S s, Z z › ; les lettres osages ‹ 𐓇 𐓯, 𐓓 𐓻 › « š, ž » sont dérivées de l’ajout d’une queue incurvée aux lettres pleines ‹ 𐓆 𐓮, 𐓒 𐓺 › « s, z » (de la même façon que la lettre latine ‹ ʒ ›). Les lettres osages ‹ 𐒴  𐓜 > « br, st » et « sk » sont des ligatures avec les lettres osages « m, n » et « l » (qui elles-mêmes apparaissent avoir été dérivées de leurs formes latines cursives) et ‹ 𐓈 𐓰 › « ð » vient de la ligature de ‹ Th ›, qui correspond souvent à la façon dont elle est souvent transcrite en caractères latins. La lettre osage ‹ 𐓏 𐓷 › « W w » provient de la partie droite du ‹ W w › latin. La lettre osage ‹ 𐓐 𐓸 › « X x » peut provenir de la forme cursive de la lettre latine ‹ X › ; l’origine de la lettre osage « h » est obscure.

## Ponctuation et chiffres
Les mots sont séparés par une espace normale (justifiable et sécable).
Les syllabes étaient à l’origine séparées par un point (sans espace entre les syllabes), mais cette pratique a cessé avec l’amélioration de la connaissance de l’écriture.
Les ponctuations habituelles et les chiffres arabes occidentaux de l’écriture latine sont également utilisés, de façon similaire à l’anglais.

## Usage linguistique
L'écriture osage est envisagée pour d'autres langues du même groupe de langues dhegiha, et même au delà au sein de la famille des langues siouanes.

## Codage informatique
L’écriture osage est représentée dans la norme ISO 15924 par le codet Osge ou le numéro 219.
L’alphabet osage a été codé dans le bloc Osage (U+104B0 à U+104FF) dans la version 9.0 de la norme Unicode/ISO/CEI 10646 publiée en juin 2016. Les voyelles nasales notées avec un point central (quand elles sont palatalisées) sont codées distinctement, mais celles avec le point suscrit (quand elles ne sont pas palatalisées) sont codées avec le caractère de la lettre de base et le caractère combinatoire du point suscrit à droite (U+0358) dans le bloc générique Diacritiques (U+0300 à U+036F). Les autres diacritiques génériques utilisés avec ces lettres osages sont le macron (U+0304), l’accent aigu (U+0301), ainsi que soit la combinaison de ces deux signes (comme en transcription latine, mais non recommandée), soit le double accent aigu (U+030B) en caractères osages.
| en fr   | 0 | 1 | 2 | 3 | 4 | 5 | 6 | 7 | 8 | 9 | A | B | C | D | E | F |
| ------- | - | - | - | - | - | - | - | - | - | - | - | - | - | - | - | - |
| U+104B0 | 𐒰 | 𐒱 | 𐒲 | 𐒳 | 𐒴 | 𐒵 | 𐒶 | 𐒷 | 𐒸 | 𐒹 | 𐒺 | 𐒻 | 𐒼 | 𐒽 | 𐒾 | 𐒿 |
| U+104C0 | 𐓀 | 𐓁 | 𐓂 | 𐓃 | 𐓄 | 𐓅 | 𐓆 | 𐓇 | 𐓈 | 𐓉 | 𐓊 | 𐓋 | 𐓌 | 𐓍 | 𐓎 | 𐓏 |
| U+104D0 | 𐓐 | 𐓑 | 𐓒 | 𐓓 |   |   |   |   | 𐓘 | 𐓙 | 𐓚 | 𐓛 | 𐓜 | 𐓝 | 𐓞 | 𐓟 |
| U+104E0 | 𐓠 | 𐓡 | 𐓢 | 𐓣 | 𐓤 | 𐓥 | 𐓦 | 𐓧 | 𐓨 | 𐓩 | 𐓪 | 𐓫 | 𐓬 | 𐓭 | 𐓮 | 𐓯 |
| U+104F0 | 𐓰 | 𐓱 | 𐓲 | 𐓳 | 𐓴 | 𐓵 | 𐓶 | 𐓷 | 𐓸 | 𐓹 | 𐓺 | 𐓻 |   |   |   |   |